# Taher
Taher (in caratteri arabi: الطاهير) è una città dell'Algeria, capoluogo dell'omonimo distretto, nella provincia di Jijel.

## Galleria d'immagini

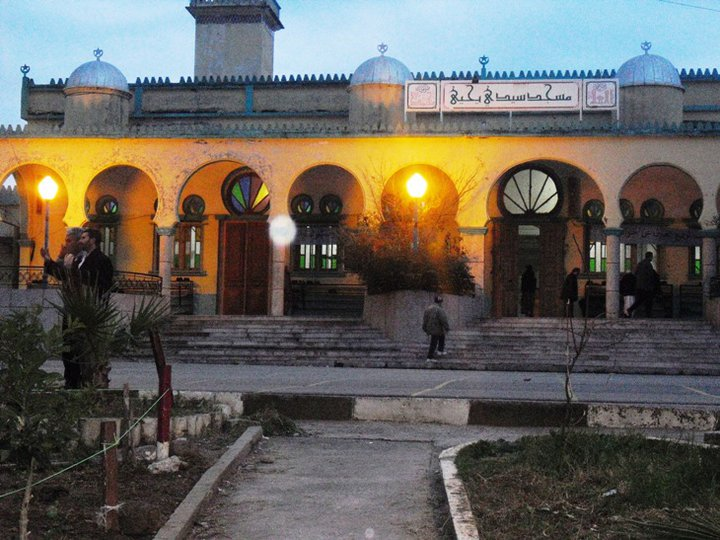
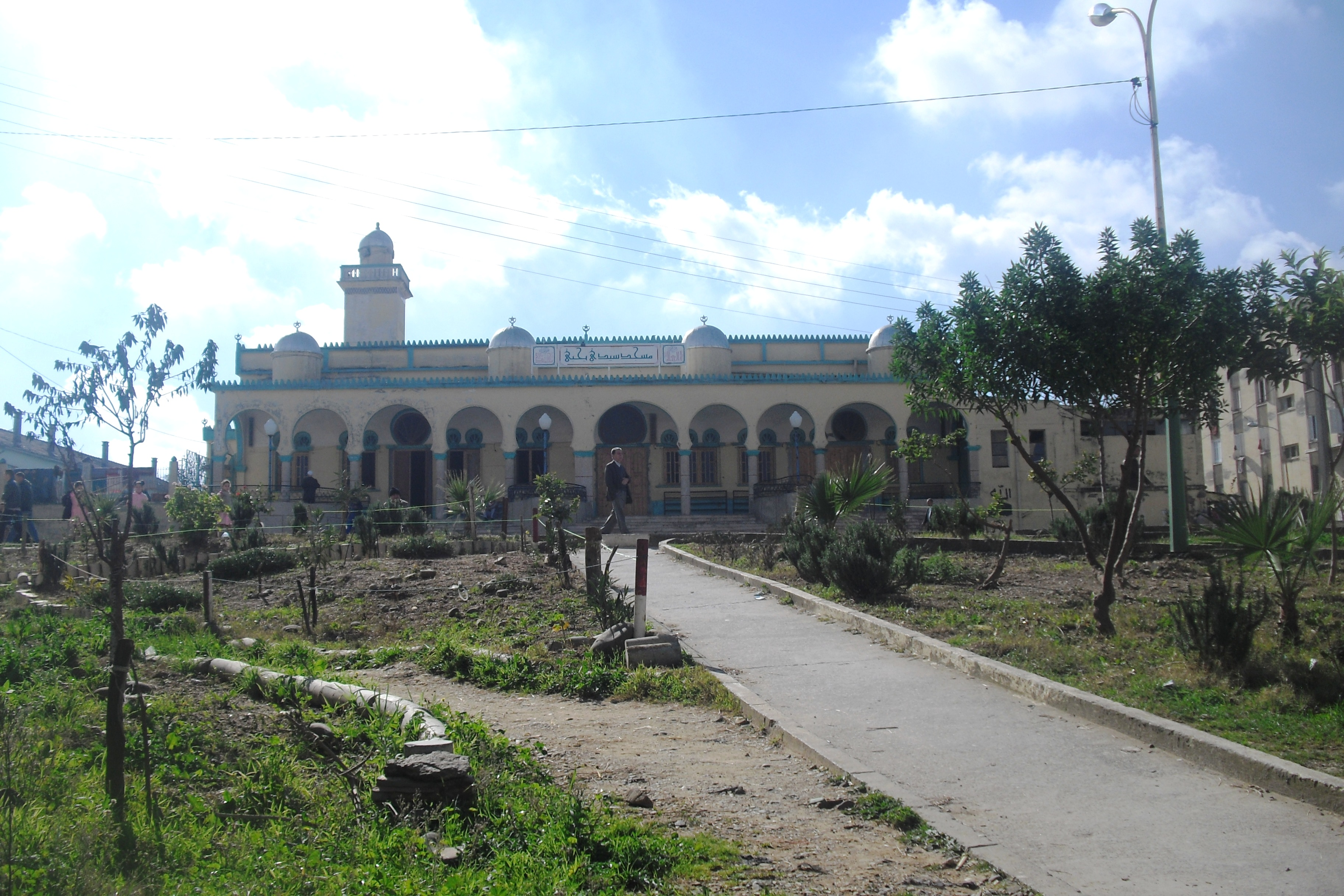

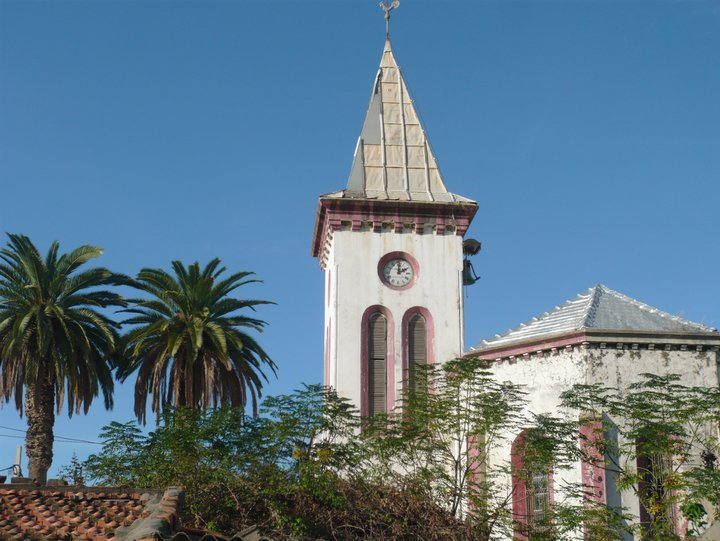
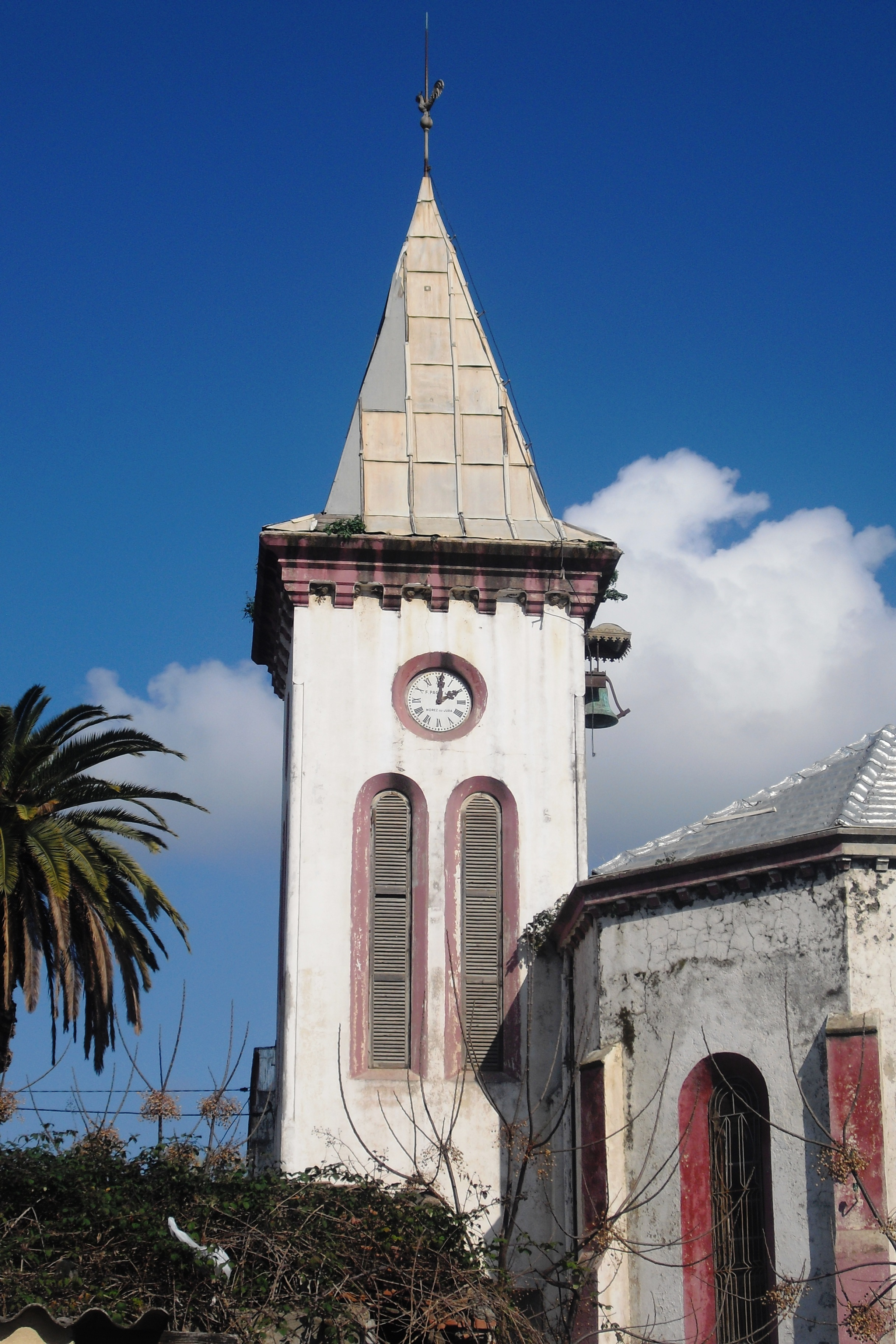